# Eupoca definita
Eupoca definita là một loài bướm đêm trong họ Crambidae.